# 兰园岭遗址
兰园岭遗址，位于中国广东省湛江市雷州市英利镇后房西村，为湛江市雷州市的一个市级文物保护单位，类型为古遗址，公布时间为1992年12月9日。
兰园岭遗址的历史年代为新石器时代。